# Льгов (Хотынецкий район)
Льгов — село в Хотынецком районе Орловской области России. Входит в состав Ильинского сельского поселения.

## География
Село Льгов располагается в северной части Ильинского сельского поселения, в 22 км севернее районного центра — пгт. Хотынец.
По западной окраине села протекает река Вытебеть.

### Климат
Село находится в зоне умеренно—континентального климата (в классификации Кёппена — Dfb).

## История
Первые упоминания о Льгове писцовыми книгами датируются 1626 — 1627 годами.
Село сначала относилось к Карачевскому уезду Орловской губернии, а со второй половины XVIII века — к Болховскому. С 1929 года входит в состав Хотынецкого района.
Половина села принадлежала Василию Гавриловичу Бавыкину, а другая — Степану Михайловичу Колычеву, где стояла церковь Святой Живоначальной Троицы.
9 февраля 1691 года по челобитью Ивана Ивановича и Ивана Алексеевича Ржевских была выдана благословенная грамота на строительство в их вотчине новой церкви, освящённой в 1697 году. Но храм вскоре сгорел и И. И. Ржевскому разрешили на погорелом месте построить церковь вновь.
В конце XVIII — начале XIX веков село принадлежало светлейшему князю Дмитрию Владимировичу Голицыну, а после его смерти оно перешло во владение его сына — князя Владимира Дмитриевича, который владел здесь 5500 десятинами земли.
Существующая кирпичная церковь во имя Святой Живоначальной Троицы построена в 1765 году крестьянином князя Д. В. Голицына (по другим данным — княгини Натальи Петровны Голицыной) Тарасом Вавиловым.
В окрестностях Льгова неоднократно охотился Иван Сергеевич Тургенев, описавший свои впечатления в рассказе «Льгов» из цикла «Записки охотника».
С 1894 года существовала церковно-приходская школа.
Во время Великой Отечественной войны с осени 1941 года РККА село было захвачено немцами. Освободили Льгов 9 августа 1943 года бойцы 18 гвардейской стрелковой дивизии, 169 и 217 стрелковых дивизий. С 15 по 19 августа 1943 года здесь находилось 86-е управление головного полевого пункта с эвакоприёмником.

## Население
| 2002 | 2010 |
| ---- | ---- |
| 154  | ↘130 |

## Транспорт
Основными дорогами межмуниципального значения являются 54К-298 и 54К-396, которые связывают Льгов соответственно с деревней Радовище и основной артерией района — дорогой регионального значения 54К-3.

### Улицы
- ул. Заречная
- ул. Тургенева
- ул. Центральная